# 한국뚱딴지협회
한국뚱딴지협회는 뚱딴지(일명 돼지감자)의 연구와 보급 재배농의 수익증진과 국민건강을 위해 활동함을 목적으로 2010년 5월 27일 설립된 대한민국 농림수산식품부 소관의 사단법인이다. 사무실은 경상북도 김천시 구성면 상좌원리 88-1번지에 있다.